# الأجفر
الأجفر مدينة إلى الجنوب الشرقي من منطقة حائل تبعد عنها حوالي 140 كلم، أرضها زراعية خصبة وتغطيها مزارع القمح.. ورئيس مركز الاجفر حالياً هو حلو بن عبدالله النهير .
وتمتاز الاجفر بجودة مياهها العذبة وبالكرم الحاتمي سواء من أهلها أوالقرى المجاورة لها أيضا، وقرية الأجفر تعتبر من ضمن أكبر القرى في نطاق منطقة أمارة حائل ويتجاوز عدد سكانها حسب اخر إحصاء من الهيئة العامة للإحصاء ٧٥٠٠ نسمة . 
تأسست كقرية حضرية على وقت نداء بن نهير وبدات مع بداية مشروع هجر الإخوان عام 1340 للهجرة. 